# Phycitinae
Phycitinae es una subfamilia de Pyralidae. A pesar de que las subfamilias de Pyralidae son todas muy diversas, Phycitinae se destaca incluso por los estándares de su familia: con más de 600 géneros considerados válidos y más de 4000 especies ubicadas aquí en la actualidad, la misma abarca más de tres cuartos de la diversidad de polillas pirálidas. Junto con las estrechamente relacionadas Epipaschiinae, aparentemente son el linaje más avanzado.
Phycitinae está presente en todas las masas terrestres, excepto en áreas completamente inhóspitas. Sin embargo, la mayoría de las especies tiene una distribución tropical. Incluso se han encontrado ejemplares de Phycitinae en islas oceánicas muy remotas, y algunas especies han sido distribuidas intencionalmente o involuntariamente por humanos más allá de su rango nativo.
La especie tipo de esta subfamilia es Phycita roborella, bajo su sinónimo más moderno Tinea spissicella. Ese nombre aparentemente fue propuesto por primera vez por Johan Christian Fabricius en su Genera insectorum 1776/1777, pero fue ignorado por autores posteriores, lo que lleva a muchas fuentes que indican su origen como la obra de Fabricius en 1790 Entomologia systematica.

## Tribus

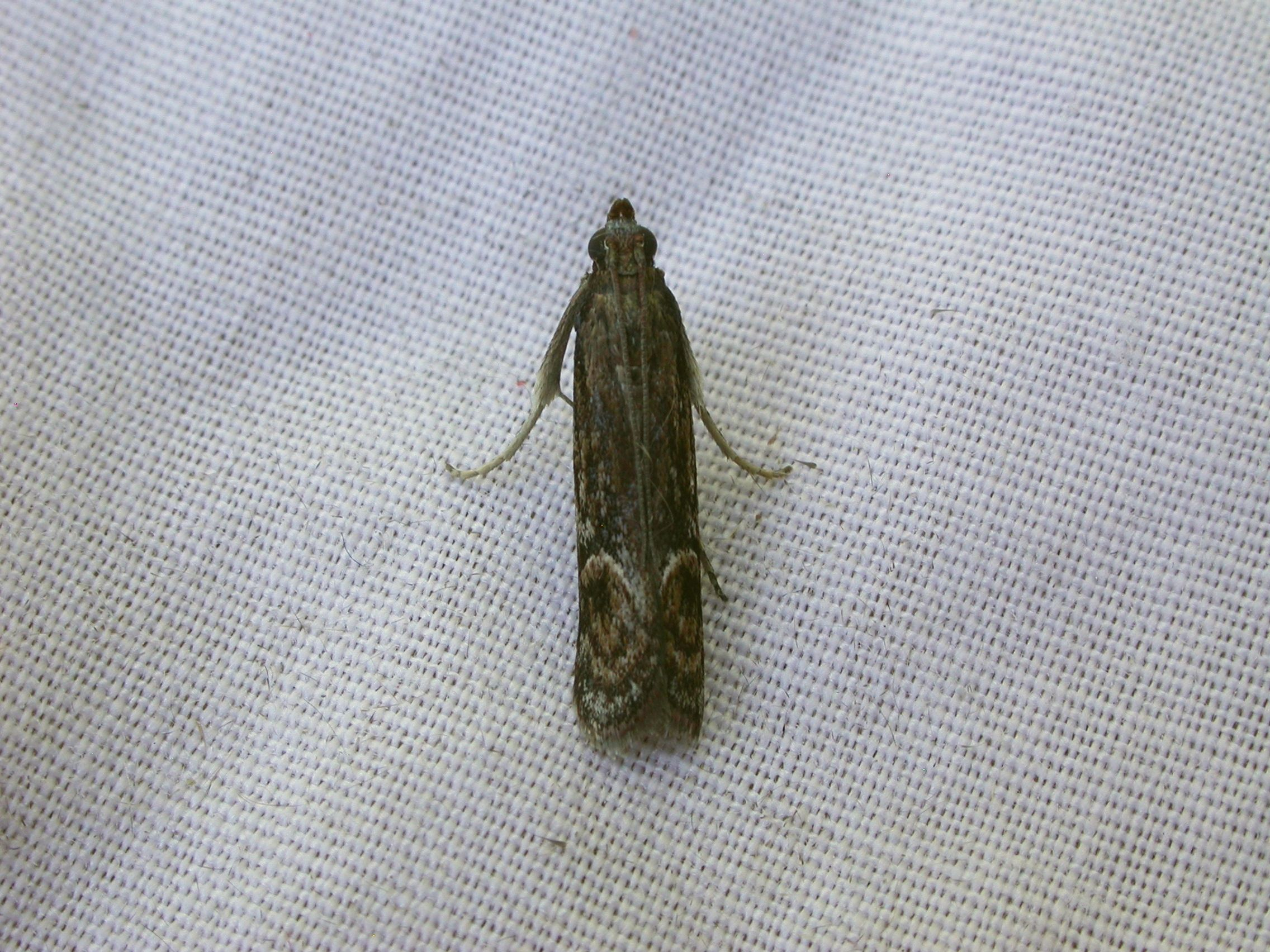
Balanomis encyclia (Cryptoblabini)

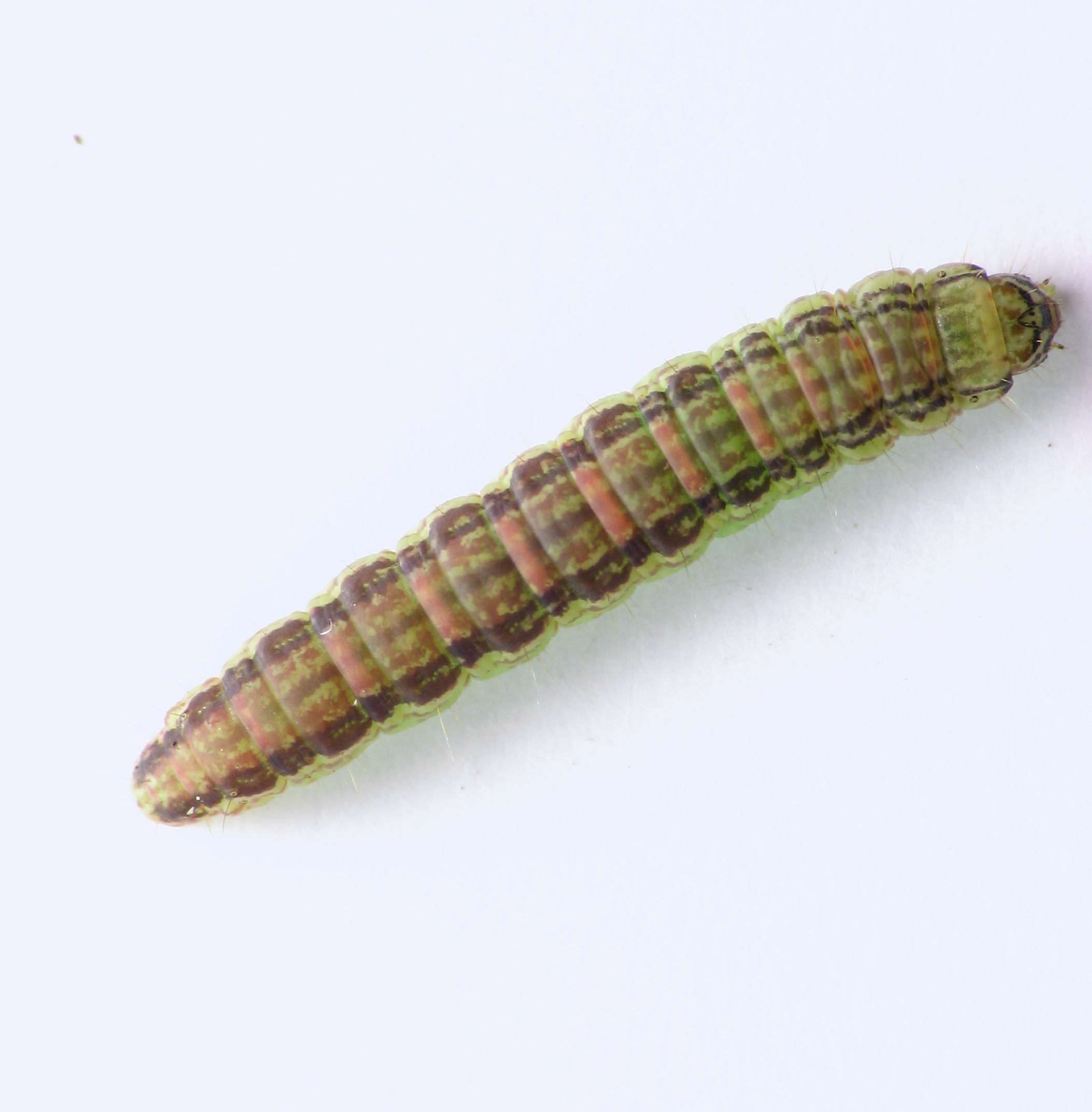
Sciota uvinella (Phycitini), larva en liquidámbar

La mayor parte de la subfamilia está dividida en cuatro tribus de diversos tamaños. Algunos géneros notables son:
Anerastiini Ragonot, 1885
- Alrededor de 64 géneros

Cabniini Roesler, 1968
- Cabnia
- Ernophthora
- Euageta

Cryptoblabini Roesler, 1968
- Balanomis
- Berastagia
- Cryptadia Turner, 1913
- Cryptoblabes
- Procunea Hampson, 1930 (=Kobesia Roesler, 1983)
- Pseudodavara Roesler & Küppers, 1979
- Spatulipalpia Ragonot, 1893

Phycitini
- Alrededor de 150 géneros, entre ellos:
  - Assara
  - Bahiria
  - Bazaria
  - Phycita

### Génerosincertae sedis

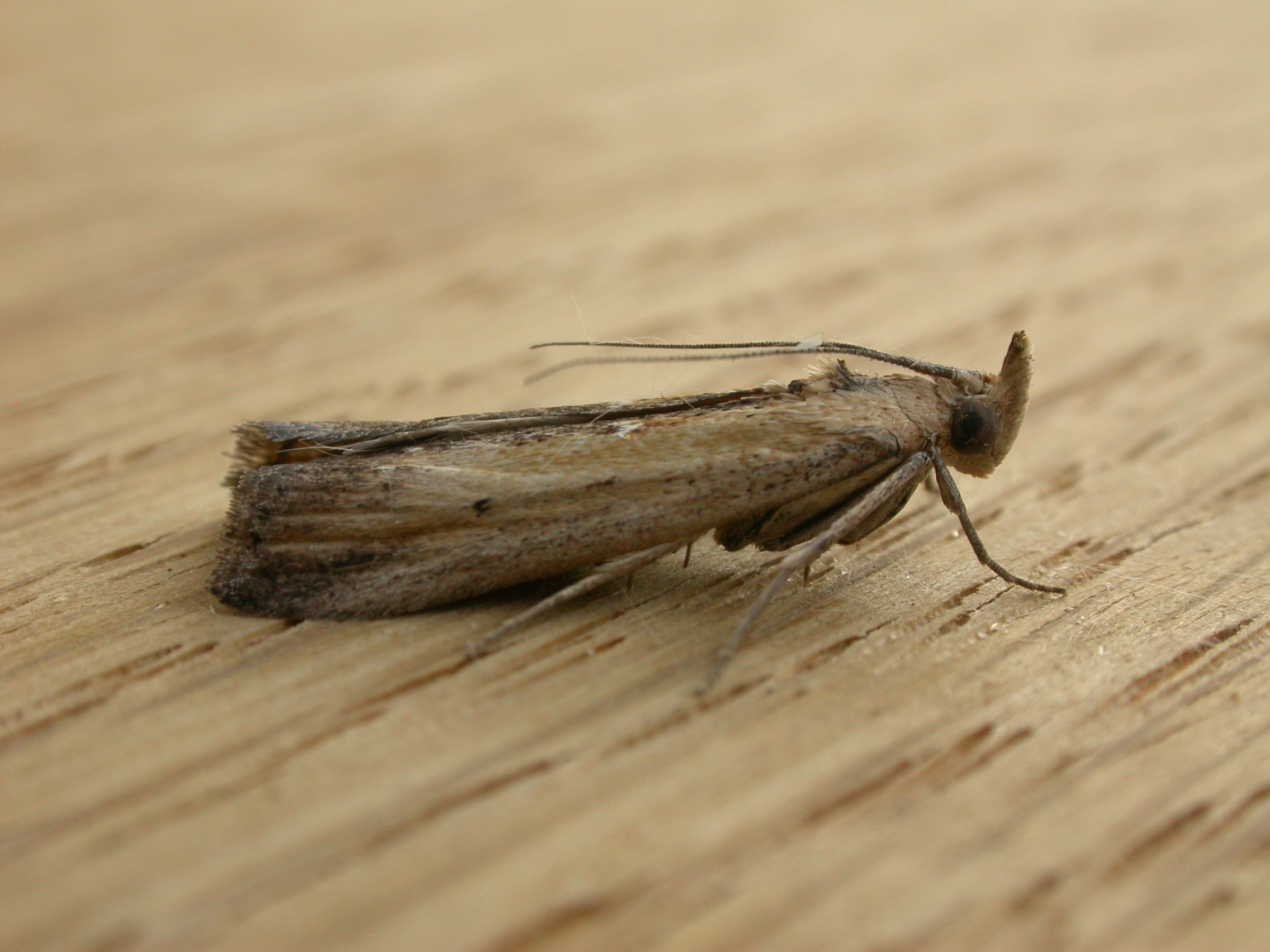
Morosaphycita oculiferella, una Phycitinae con afinidades poco claras

Algunos géneros y especies de Phycitinae cuya afiliación en cuanto a tribu es poco clara son:
- Abachausia
- Afromylea
- Amyelois
- Anabasis
- Aspithroides
- Australephestiodes Neunzig, 1988
- Baphala Heinrich, 1956
- Cabotella
- Cantheleamima
- Caristanius
- Caviana
- Cavihemiptilocera
- Ceuthelea
- Chorrera
- Citripestis
- Coenochroa
- Coleothrix
- Davara
- Didia
- Difundella
- Elasmopalpus – oradadora del maíz
- Ephestiodes Ragonot, 1887
- Etielloides Shibuya, 1928
- Eulogia
- Furcata Du, Sung & Wu, 2005
- Genophantis

- Gunungia Roesler & Küppers, 1979
- Heras Heinrich, 1956
- Irakia Amsel, 1955
- Monoptilota
- Morosaphycita Horak, 1997
  - Morosaphycita oculiferella
  - Morosaphycita morosalis
- Nephopterygia Amsel, 1965
- Nevacolima Neunzig, 1994
- Oxybia Rebel, 1901
- Pararotruda Roesler, 1965
- Prorophora Ragonot, 1887
- Pseudanabasis Du, Sung & Wu, 2009
- Rhodophaea Guenée, 1845
- Rhynchephestia
- Rumatha Heinrich, 1939
- Salebriaria Heinrich, 1956
- Salinaria Rebel in Staudinger & Rebel, 1901
- Sematoneura Ragonot, 1888
- Thiallela Walker, 1863
- Tlascala Hulst, 1890
- Tsaraphycis Viette, 1970
- Tumoriala Neunzig & Solis, 2005
- Unadilla Hulst, 1890
  - Unadilla bidensana
  - Unadilla humeralis
- Zamagiria

Originalmente Delcina fue incluida en Phycitinae, ya que posee similitudes con Monoptilota; sin embargo parece imposible asignarla con certeza a ninguno de los linajes principales de Phycitinae.